# Пруды (Краснобаковский район)
Пруды́ — посёлок в Краснобаковском районе Нижегородской области России. Административный центр Прудовского сельсовета.

## География
Посёлок находится на северо-востоке Нижегородской области, в зоне хвойно-широколиственных лесов, на правом берегу реки Большой Безменец, при автодороге 22Н-2421, на расстоянии приблизительно 23 км (по прямой) к северо-западу от посёлка городского типа Красные Баки, административного центра района. Абсолютная высота — 138 м над уровнем моря.
Климат
Климат характеризуется как умеренно континентальный, с умеренно жарким летом и холодной продолжительной зимой. Среднегодовая температура — 2,9 °C. Средняя температура воздуха самого тёплого месяца (июля) — 18 °C (абсолютный максимум — 37 °C); самого холодного (января) — −13 °C (абсолютный минимум — −45 °C). Безморозный период длится 118 дней. Среднегодовое количество атмосферных осадков составляет около 696 мм, из которых большая часть выпадает в тёплый период.
Часовой пояс
Посёлок Пруды, как и вся Нижегородская область, находится в часовой зоне МСК (московское время). Смещение применяемого времени относительно UTC составляет +3:00.

## Население
| 2002 | 2010  |
| ---- | ----- |
| 3871 | ↘3274 |

Национальный состав
Согласно результатам переписи 2002 года, в национальной структуре населения русские составляли 95 %.

## Улицы
| - ул. Железнодорожная, - ул. Кержацкая, - ул. Привокзальная, | - ул. Полевая, - пер. Полевой, - ул. Сосновая, | - ул. Тихая, - ул. Труда, - ул. Центральная. |